# 노스롭 YB-35
노스롭 XB-35 / YB-35는 노스롭 사가 제2차 세계 대전 기간과 그 직후 미국 육군 항공대를 위해 개발한 실험용 중량 폭격기이다. YB-35는 꼬리 부분과 동체가 제거되고 모든 화물적재가 두꺼운 날개 안에 휴대되는, 급진적이고 잠재적으로 매우 효율적인 전익기 설계를 사용했다. YB-35는 실제로 비행할 수 있는 대형의 항공기에 전익기의 설계가 채용된 세계 최초의 기체이다. 또, 동일한 형상으로 추진 기관을 제트화한 YB-49라고 하는 발전형도 제작되었다. 차기 전략폭격기로서 보다 일반적인 형태의 컨베어 B-36이 채택되어 실전 배치됐기 때문에, YB-35, YB-49 둘 중 어느 기체도 양산된 것은 없었다. 비록 B-35 개발 계획은 실패했지만, 레이다에 포착되기 어렵게 하는 기체 설계라는 개념 자체는, 후에 스텔스기로 알려진 B-2 스피릿 개발에 활용되었다.

## 설계 및 개발

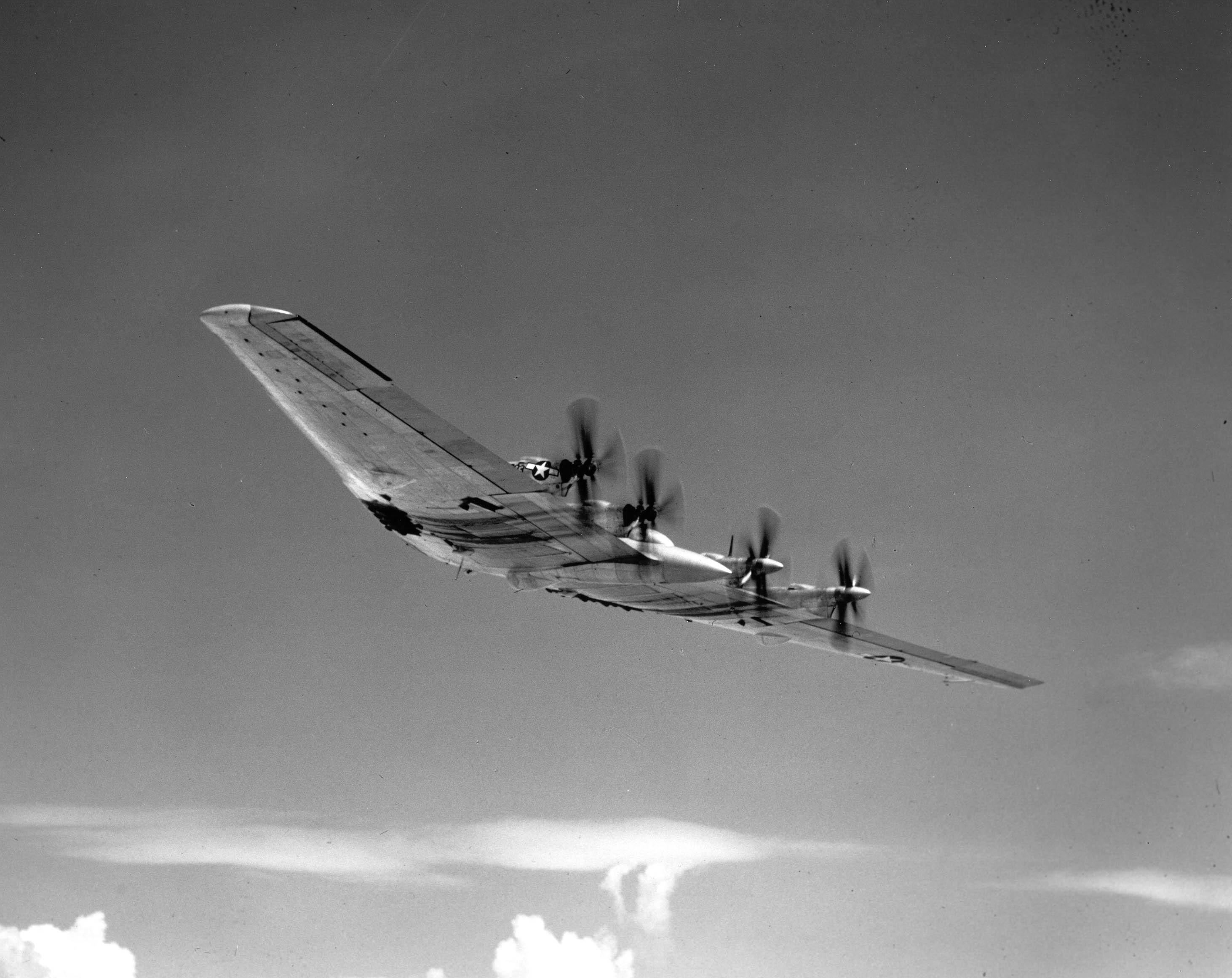
뒤쪽에서 본 XB-35, 날개 끝쪽의 스플릿 플랫 모습

전익기의 발상은 노스롭사의 창업자인 잭 노스롭이 한 것이다. 그는 1930년대부터 전익기의 제작에 힘을 쏟았다. 독일에서도 호르텐 형제가 동일한 구상을 가다듬고 있어 같은 제2차 세계 대전시에 호르텐 Ho 229가 개발되고 있었다.
미국이 제2차 세계대전에 참전하기 직전의 1941년 4월 11일에, 미국 육군 항공대(현재의 미국 공군)는 유럽 전선용으로 기획된 10×10 폭격기 프로젝트 구상을 노스롭에게 제시했다. 10×10 폭격기 프로젝트는 10,000 lb(4,536 kg)의 폭탄 탑재가 가능하고, 10,000 마일(16,093 km)의 항속 거리를 가지는 폭격기를 개발하는 계획이다. 요구 성능은 최대 속도 450 mph (740 km/h), 순항 속도 275 mph (443 km/h) 그리고 상승고도 45,000 ft (13,716 m)였다. 후보의 하나로서 오직 큰 날개 하나의 구조를 가지는 XB-35로 명명된 장거리폭격기를 개발하는 계약을 1941년 11월 22일 노스롭사에 주었다. 노스롭은 기생 저항과 구조적 무게를 줄이기 위한 수단으로 "전익기"라는 개념을 생각했다. B-35는 이론상으로는 통상 형식의 폭격기보다 속도도 빠르고 탑재량도 많을 뿐만 아니라 사용하는 금속이 적어 싸게 제작할 수 있다고 여겨지고 있었다. 미국 육군 항공대가 이러한 장거리 폭격기를 필요로 한 것은, 만일 유럽 전선에서 영국이 패배했을 경우, 미국 본토로부터 직접 추축국 측을 폭격하기 위해서, 대서양을 왕복 비행할 수 있는 폭격기를 손에 넣고 싶었기 때문이었다. 군은 2기의 시험 제작기를 제작하는 옵션을 1942년 1월 2일에 행사해, 1기는 1943년 11월에 미국 육군 항공대 측에 인도됐다.
그렇지만 전익폭격기의 제작은 사상 최초였기 때문에, 계약은 실제로는 B-35를 설계하기 위해서 필요한 자료를 수집하는 XB-35(시험 제작기)의 3분의 1 크기의 노스롭 N-9 M(M은 모형[model]을 뜻한다.)를 제작하는 것이었다. 또한 그것은 급진적인 전익기 개념을 조종사들에게 친숙하게 하기 위해 사용할 목적도 있었다. 노스롭의 설계자는 1942년 초반에 B-35의 설계를 시작했다. 조종석은 두꺼운 날개 안에 파묻혀 들어가고, 기체 구조는 알코어사가 개발한 신형의 알루미늄 합금으로 제작하게 되었다. 전익기는 통상의 비행기가 가지는 방향타를 갖지 않기 때문에, 나비처럼 좌우의 날개 끝에 상하로 갈라지도록 여는 이중 스플릿 플랩(double split flaps)을 갖추고 있었다.

## 시제기 파생형

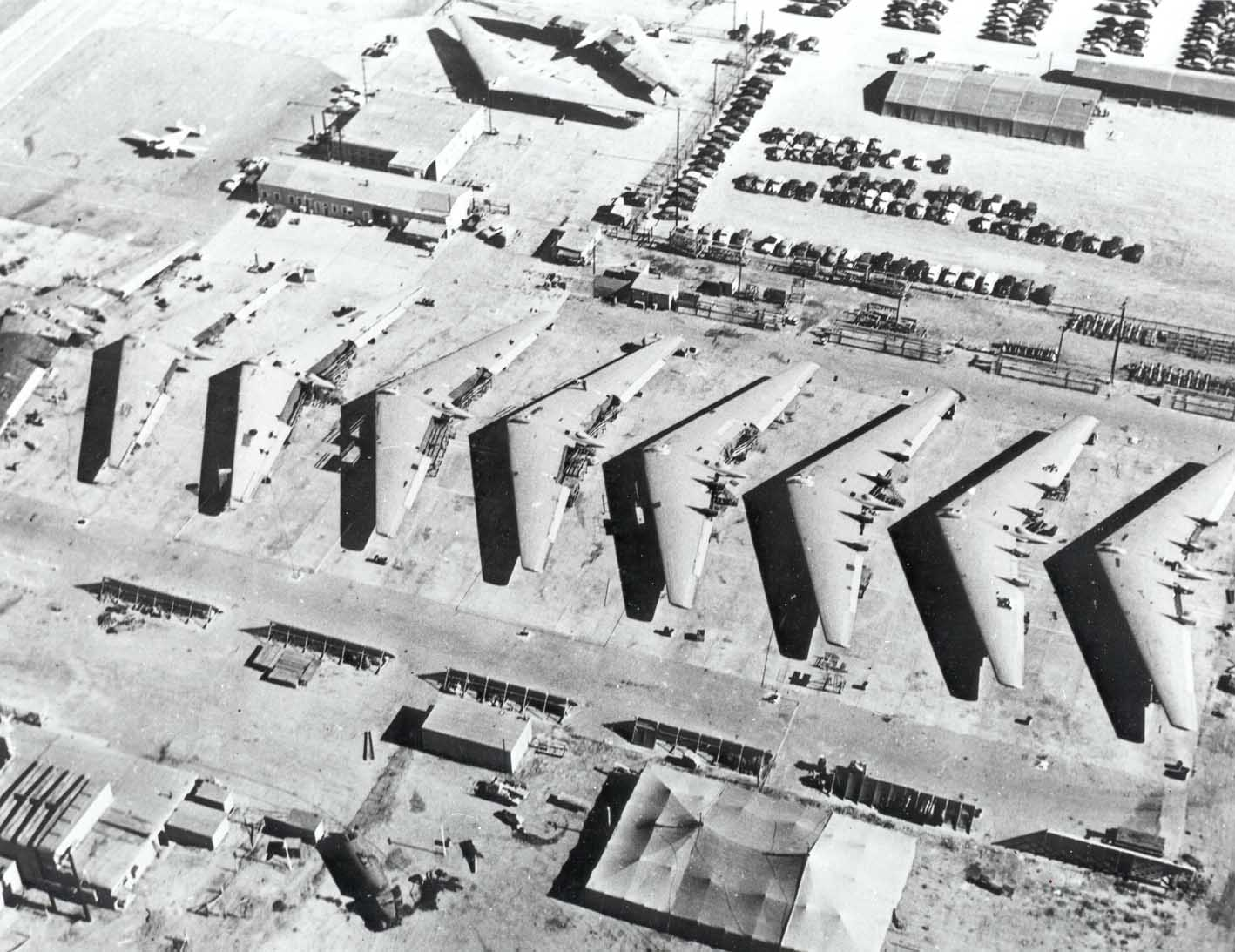
XB-35, YB-35 시제기들

1호기인 XB-35가 첫비행한 것은, 전후의 1946년 6월이며 45분간의 비행으로 여러 가지 문제점이 밝혀져, 1호기는 19회, 2호기는 8회 비행한 후, 모두 지상에 세워두게 되었다. 이전의 프로펠러는 기어박스의 불편 등으로 골치를 썩인 2중 반전 프로펠러로부터 통상의 것으로 다시 환원되었는데, 이것 때문에 진동이 발생하는 것과 동시에 성능이 크게 저하되었다. 또, 복잡하게 뒤얽힌 배기 계통의 정비에는 곤란이 따랐다. 불과 2년간 사용한 것만으로, 엔진에는 이미 금속 피로의 징조를 보였다. 결국, 이러한 기술상의 곤란에 더해 제트 엔진의 대두에 수반하는 왕복기관의 구식화와 비행의 불안정성, 예산 초과 문제 등으로 인하여, 1949년에 계획은 중지되었다.
XB-35는 2기, YB-35는 13기 생산되었다. XB-35기 2대는 1949년 8월 19일과 23일에 모두 폐기되었다.
한편, 초기의 YB-35 시제기 8기는 XB-35와 같은 사양으로 생산되어 이 중 2기가 후에 앨리슨 J35 제트 엔진을 사용하는 YB-49로 개조되었다. 후기의 5기는 개량된 사양으로 생산되어 YB-35 A로 불렸다. 이 중 1기는 후에 YRB-49 A로 개조되었다. 또 다른 1기는 터보프롭 엔진의 시험기에 사용되어 1950년 3월에 해체 처분되었다. YB-35 중에서 비행한 것은 최초의 1기뿐이었고, 개조되지 않았던 것은 모두 부품 잡기에 사용되었다.

## 운영 역사

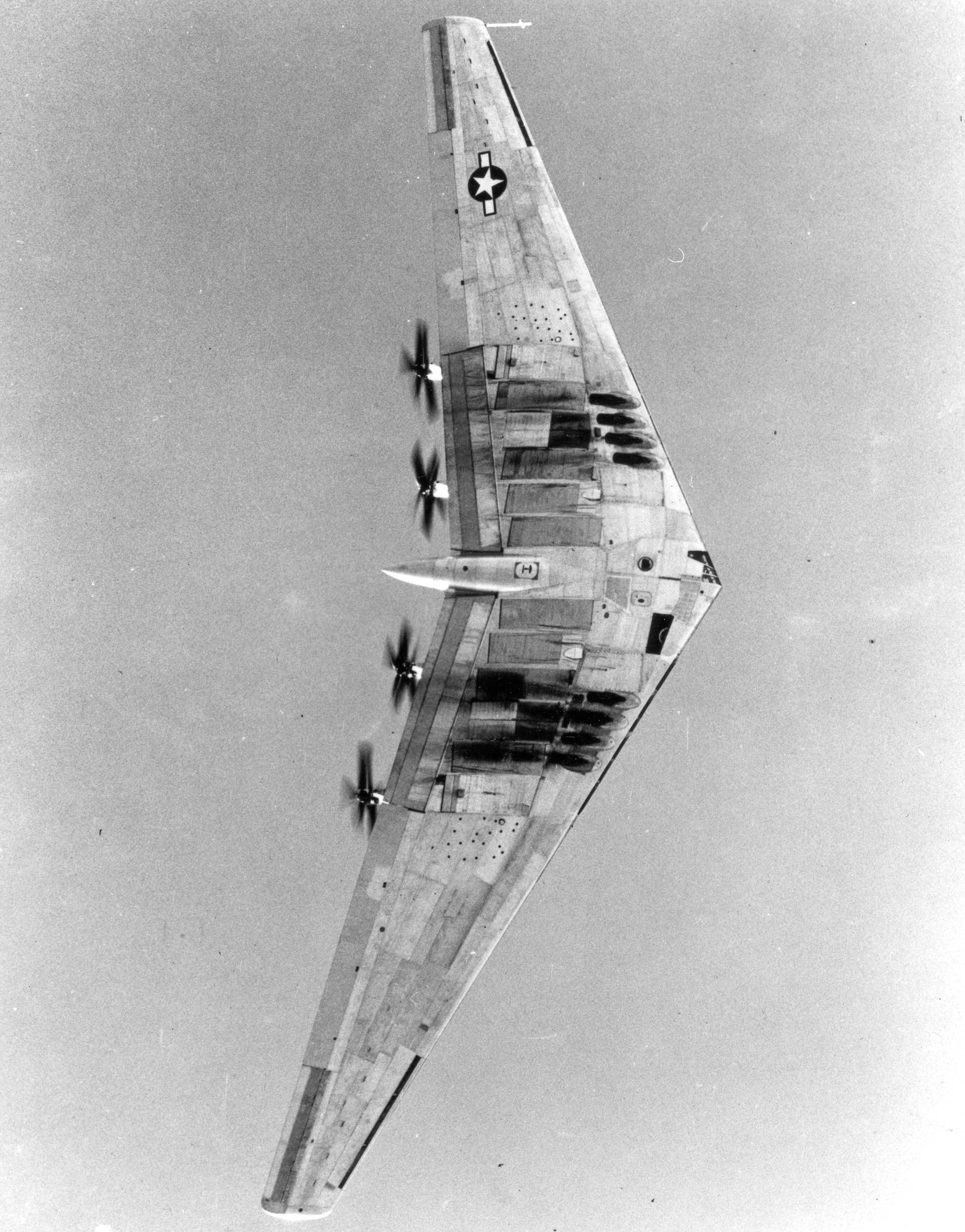
비행중인 XB-35

XB-35는 여러 가지 기술적인 곤란에 부딪혀, 개발이 예정보다 늦어졌다. 미국 육군 항공대 측과의 사이에서 양산형을 200기 생산하는 계약이 이루어졌지만, 노스롭사는 생산 설비가 없기 때문에 실제로는 글렌 L 마틴사에서 대량 생산하는 것으로 계약이 이루어졌다.
YB-35의 엔진을 제트 엔진으로 바꾼 YB-49는 1947년 첫비행시 양호한 성능을 보여 전익기의 유망성을 엿볼 수 있었지만, 비행이 불안정하게 되는 결함이 있었다. 게다가 YB-49의 1기가 추락해 탑승자 전원이 사망하는 사고까지 발생했다. 이것은 프로펠러의 설계를, 날개를 재설계하는 작업 없이 바로 제트화했기 때문에 생긴 폐해였다.
결국, B-35 프로그램은 개발이 늦어져서 실용화하는데 시간이 많이 걸리는 데다, 당초의 예상보다 속도가 나오지 않고 항속 거리도 짧은 등 성능상의 문제로 인하여 1944년 5월에 계획이 취소되었다. 그러나 전익기라고 하는 개념 자체는 주목받고 있었기 때문에, 전익기 개념 연구는 계속되었다. 결국 10×10 폭격기 프로젝트 구상에서 차기 전략폭격기는 컨베어사의 컨베어 B-36이 채택되었다.
덧붙여 B-35·B-49의 양계획의 취소와 관련해서, 미국 공군장관 스튜어트 시밍톤이 노스롭사를 정부의 영향하에 있는 컨베어와의 합병을 강요하려고 하고, 잭 노스롭이 거부했기 때문에 프로그램이 중지되었다고 하는 음모론이 오랜 세월에 걸쳐서 주창되고 있다. 1979년에 녹음된 인터뷰에서, 잭 노스롭은 컨베어와의 합병 요구가 "노스롭에게는 전적으로 불공평"했기 때문에 합병에 동의하지 않아서 전익기 계약이 취소되었다고 주장하였다. 노스롭이 합병을 거절하자, 시밍톤은 B-35와 B-49 프로그램을 취소하였다. 주지해야할 사실은 시밍톤이 정부 공무원을 그만두고 나서, 컨베어사의 사장이 되었다는 것이다. 하지만, 실제로는 당시의 기술에서는 전익기를 잘 다룰 수 없다는(현재의 B-2는 플라이 바이 와이어(Fly By Wire)를 이용해 컴퓨터에 의한 조종 보조를 받고 있다.) 것이나, 당시의 핵전략 요구에 적합하지 않았다는 이유로 중지되었다는 견해도 있다.

## 제원 (YB-35)
일반 특성

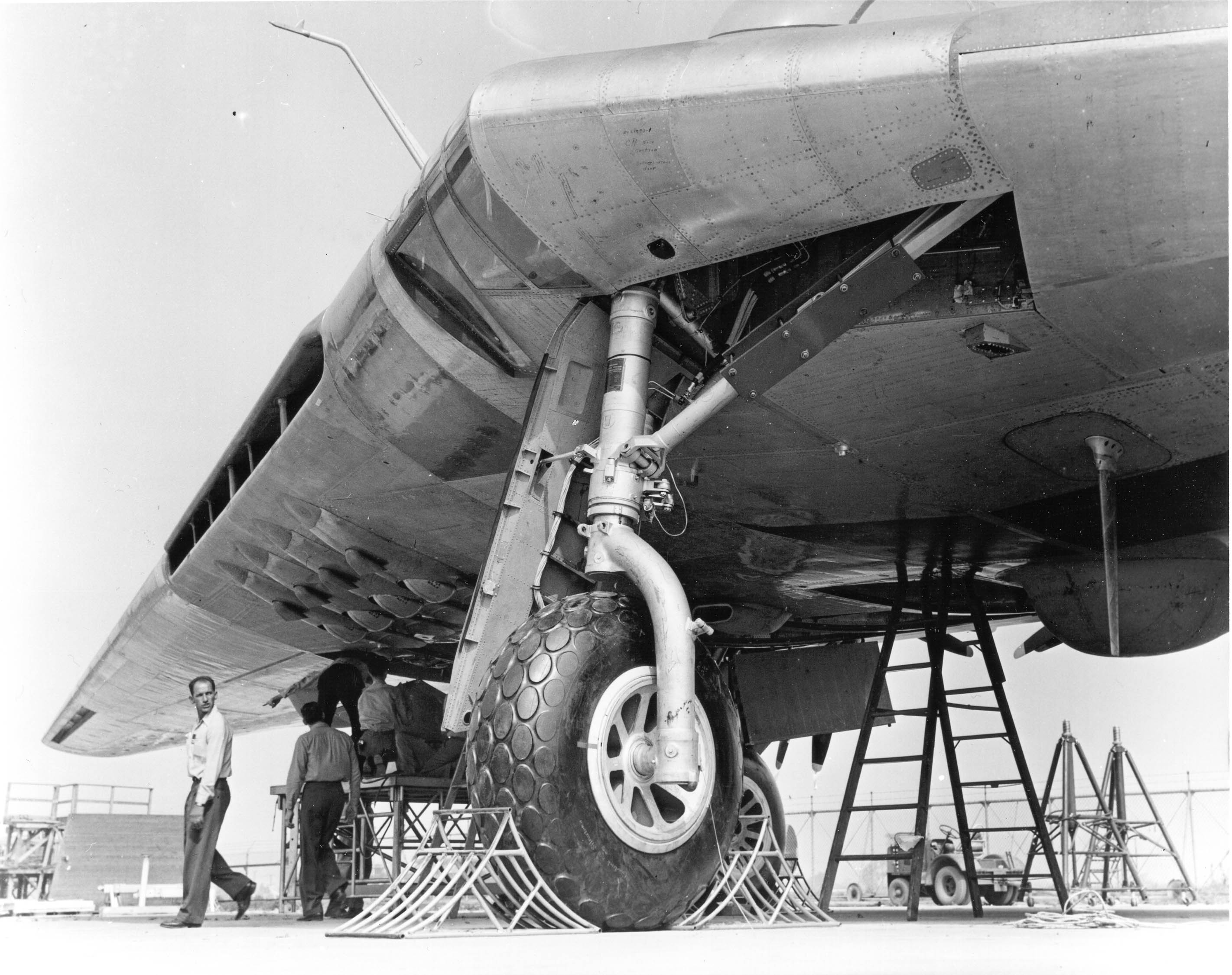
XB-35 시제기의 기수부 모습

- 승무원: 9명 (조종사, 부조종사, 폭격수, 비행장교, 기술자, 무선교환원, 사수 3명)
- 길이: 53 ft 1 in (16.2 m)
- 날개폭: 172 ft (52.2 m)
- 높이: 20 ft 3 in (6.2 m)
- 날개면적: 4,000 ft² (370 m²)
- 동체직경: 9 ft 6 in (2.9 m)
- 공허중량: 89,300 lb (40,590 kg)
- 탑재중량: 180,000 lb (82,000 kg)
- 최대이륙중량: 209,000 lb (95,000 kg)
- 엔진: 2× 프랫 & 휘트니 R-4360-17 and 2× R-4360-21 성형 엔진, 3,000 hp (2,200 kW) 각각

성능
- 최대속도: 393 mph (632 km/h)
- 항속거리: 8,150 mi (13,100 km)
- 상승한도: 39,700 ft (12,100 m)
- 상승률: 625 ft/min (3.2 m/s)
- 날개하중: 45 lb/ft² (220 kg/m²)
- 출력대중량비: 0.07 hp/lb (0.11 kW/kg)

무장
- 기관포: 20 × .50 in (12.7 mm) M2 브라우닝 기관총
- 폭탄: 51,070 lb (23,210 kg)

## 같이 보기
- 스텔스 항공기
- 관련 개발
  - 노스롭 N-1M
  - 노스롭 N-9M
  - 노스롭 YB-49
- 유사 항공기
- 컨베어 B-36
- 호르텐 Ho 229

## 참고
주석
1. ↑  Knaack, Marcelle Size. Post-World War II Bombers, 1945-1973. Washington, DC: Office of Air Force History, 1988. ISBN 0-16-002260-6.
2. ↑  Winchester 2005, p. 193.
3. ↑  "USAF Museum XB-35 fact sheet." 보관됨 2012-06-16 - 웨이백 머신 nationalmuseum.af.mil. Retrieved: 4 January 2010.
4. ↑  Winchester 2005, p. 192.
5. ↑  Fitzsimons 1978, p. 2282.

문헌
- Coleman, Ted. Jack Northrop and the Flying Wing: The Real Story Behind the Stealth Bomber. New York: Paragon House, 1988. ISBN 1-55778-079-X.
- Donald, David, ed. "Northrop Flying Wings". Encyclopedia of World Aircraft. Etobicoke, Ontario: Prospero Books, 1997. ISBN 1-85605-375-X.
- Fitzsimons, Bernard, ed. "Scorpion, Northrop F-89." Illustrated Encyclopedia of 20th Century Weapons and Warfare, Volume 21. London: Phoebus, 1978. ISBN 0-8393-6175-0.
- Jones, Lloyd S. U. S. Fighters. Fallbrook, California: Aero Publishers, 1975. ISBN 0-8168-9200-8.
- Maloney, Edward T. Northrop Flying Wings, Corona del Mar, California: World War II Publications, 1988. ISBN 0-915464-00-4.
- O'Leary, Michael. "Wings of Northrop, Part Three." Air Classics, Volume 44, Number 2, February 2008, Challenge Publications, Inc. ISSN 0002-2241. (Heavily illustrated, authoritative XB/YB-35 article.)
- Pape, Garry and John Campbell. Northrop Flying Wings: A History of Jack Northrop's Visionary Aircraft. Atglen, Pennsylvania: Schiffer Publishing, Ltd., 1995. ISBN 0-88740-689-0.
- Winchester, Jim, "Northrop XB-35/YB-49". Concept Aircraft: Prototypes, X-Planes and Experimental Aircraft. Kent, UK: Grange Books plc., 2005. ISBN 1-84013-309-2 {{isbn}}의 변수 오류: 유효하지 않은 ISBN..
- Wooldridge, E. T. Winged Wonders: The Story of the Flying Wings. Washington, D.C.: Smithsonian Institution Press, 1983. ISBN 0-87474-966-2.